# 2 Mai, Constanța
2 Mai (scris și Două Mai la data înființării localității, în decretul semnat de Mihail Kogălniceanu în 1887) este un sat în comuna Limanu din județul Constanța, Dobrogea, România. Este situat pe litoralul românesc la 6 km de Vama Veche și la 5 km de Mangalia. La recensământul din 2002, satul avea o populație de 2.248 locuitori, din care: 1.847 români, 289 ruși lipoveni, 97 tătari, 6 turci și 5 maghiari. Doi Mai este și o stațiune estivală.
Numele (pe atunci Două Mai ) i-a fost dat la înființare, pentru a cinsti ziua de 2 mai 1864, când Alexandru Ioan Cuza a dizolvat adunarea legislativă a Principatelor Unite ale Moldovei și Țării Românești pentru a-și promova reformele. Cu 9 ani mai înainte Dobrogea de Nord fusese alipită României prin tratatul de la Berlin după ce fusese luată Imperiului Otoman la capătul războiului Ruso-Turc din 1877–1878. Pe lângă pescarii greci, oierii români și crescătorii de cai tătari, care aveau aici colibe și bordeie, s-au așezat în sat și ruși scopiți din secta rascolnicilor, persecutați în Imperiul rus și refugiați aici în sec. al XIX-lea, după cum arată Eugene Pittard în "La Roumanie : Valachie - Moldavie - Dobrudja", Paris 1917, la pagina 299.
După o legendă locală, denumirea ar proveni de la cele două "maiuri”, unelte țărănești care s-ar fi folosit în această așezare.
Între localitățile Doi Mai și Vama Veche, litoralul este teoretic ocrotit de aria protejată Acvatoriul litoral marin Vama Veche-2 Mai (arie terestră și maritimă cu mai mult de 250 specii de floră și faună marină), dar practic, lipsa de fonduri și de informare duce la o exploatare și o poluare a acestei porțiuni a Litoralului românesc, care nu are nimic de invidiat zonelor mai urbanizate.
Acces: Accesul în satul 2 Mai se face cu autobuzul sau mașina personala, de la Mangalia, pe drumul european E 87, care duce către Bulgaria, prin vama Vama Veche.